# Viacom
Вајаком Инк. (енгл. Viacom Inc.), познатије као само Вајаком, је америчка мултинационална медијска компанија, са највећим интересима за биоскоп и кабловску телевизију. Тренутно је шеста највећа телекомуникациона и кабловска компанија. Компанија се налази у влсништву Нешнал Емјузментс Инк., приватној биоскопској компанији коју држи милијардер Самнер Редстоун, који такође држи и Си-Би-Ес компанију.
Тренутни Вајаком је направљен 31. децембра 2005. године, као спиноф оригиналне Вајаком компаније, која је променила име у Си-Би-Ес компанија након спинофа. Си-Би-Ес компанију тренутно има власништво над телевизијским каналима, телевизијском пордукцијом, претплатничким каналом Шоутајм, као и исдавачем књига Сајмон и Шустер, чији је власник раније био Вајаком. Вајаком је власник над Бет каналима, Вајаком медијски канали и Парамаунт пикчерс. Вајаком тренутно поседује 170 канала широм света, и са око 700 милиона претплатника у 160 држава.